# ATG7
ATG7‏ (Autophagy related 7) هوَ بروتين يُشَفر بواسطة جين ATG7 في الإنسان.